# ルセナ
ルセナ、正式にはルセナ市 (フィリピン語: Lungsod ng Lucena) はフィリピン北部ルソン島中部にある都市(高度都市化都市)で、ケソン州の州都である。
政府と行政の面では州から政治的に独立している。 統計的および地理的な目的の為、ルセナはケソン州に含まれ、2020年の国勢調査によると人口は約27万8000人。
ルセナは、フィリピンで提案されている大都市圏の 1 つで、ルセナ市には、カンデラリア、ドロレス、ルクバン、パグビラオ、サンパロック、サンアントニオ、サリアヤ、タヤバス、ティアオンといった高度都市化都市が含まれると予想されている。

## 歴史

### 初期の歴史
1570年代に、フアン・デ・サルセード船長が当時カリラヤンと呼ばれていた地域を最初に探検し、後に1591年に州として創設された。フランシスコ会の神父であるフアン・デ・プラセンシアとディエゴ・デ・オロペサは、1580年から1583年の間に、その町を設立し、「タヤバス」と名付けた。タヤバスは、フランシスコ会の宣教師たちを通じてスペイン人によって組織され、ルセナはその中の一つのバランガイに過ぎなかった。タヤバスは1749年に州都となり、州はそれにちなんで改名された。
16世紀のスペイン人は、その景色の美しさからその地域を「ブエナビスタ」と呼んでいた。数年後、このバランガイは「オロキエタ」と改名された。100年後、ムスリムの海賊がフィリピンの全海岸線を襲撃し始め、オロキエタもその悪名高い襲撃から免れなかった。バランガイの住民たちは、海岸線沿いに砦を建設し、特に現在のコッタとバランガイ・マヤオにあった海賊の攻撃から防衛したが、これらの構造物は現存していない。そのため、この場所は「コッタ」として知られるようになった。これは、「クタ」（砦）というタガログ語のスペイン語形である。地元の海上貿易の成長は、コッタ港での貿易を促進し、ルソンおよびビサヤ海域を航行するムロ海賊の最終的な撃退に貢献し、ルセナを町としての成長につながり、1901年にはタヤバスの州都となった。
最終的に、1879年11月3日に国王令が発せられ、上級市民命令が「ルセナ」という名前を正式に採用した。これは、スペインのアンダルシア州にあるルセナ・デ・コルドバ出身のスペイン人修道士であるマリアーノ・グランハ神父を称えてのことであった。グランハ神父は、1881年に教区となったバリオの開発に貢献した。ルセナは、1882年6月1日に独立した自治体となった。
1898年6月12日にカビテ州のカウィットでエミリオ・アギナルドが国の独立を宣言した後、1896年のフィリピン革命中、ルセナの人々は彼ら独自の愛国心を示した。ホセ・ザバジェロは、スペインの銃剣の雨の下にいた地元の革命家を率いた。後に、ミゲル・アルギレスと大統領としてホセ・バルセロナが就任し、ルセナで革命政府を形成した。
ミゲル・マルバール将軍が1898年8月15日にルソン南部の指揮官としてタヤバス州を引き継いだ。クリサント・マルケスは、ルセナの最初の選出された町長となった。

### 米比戦争

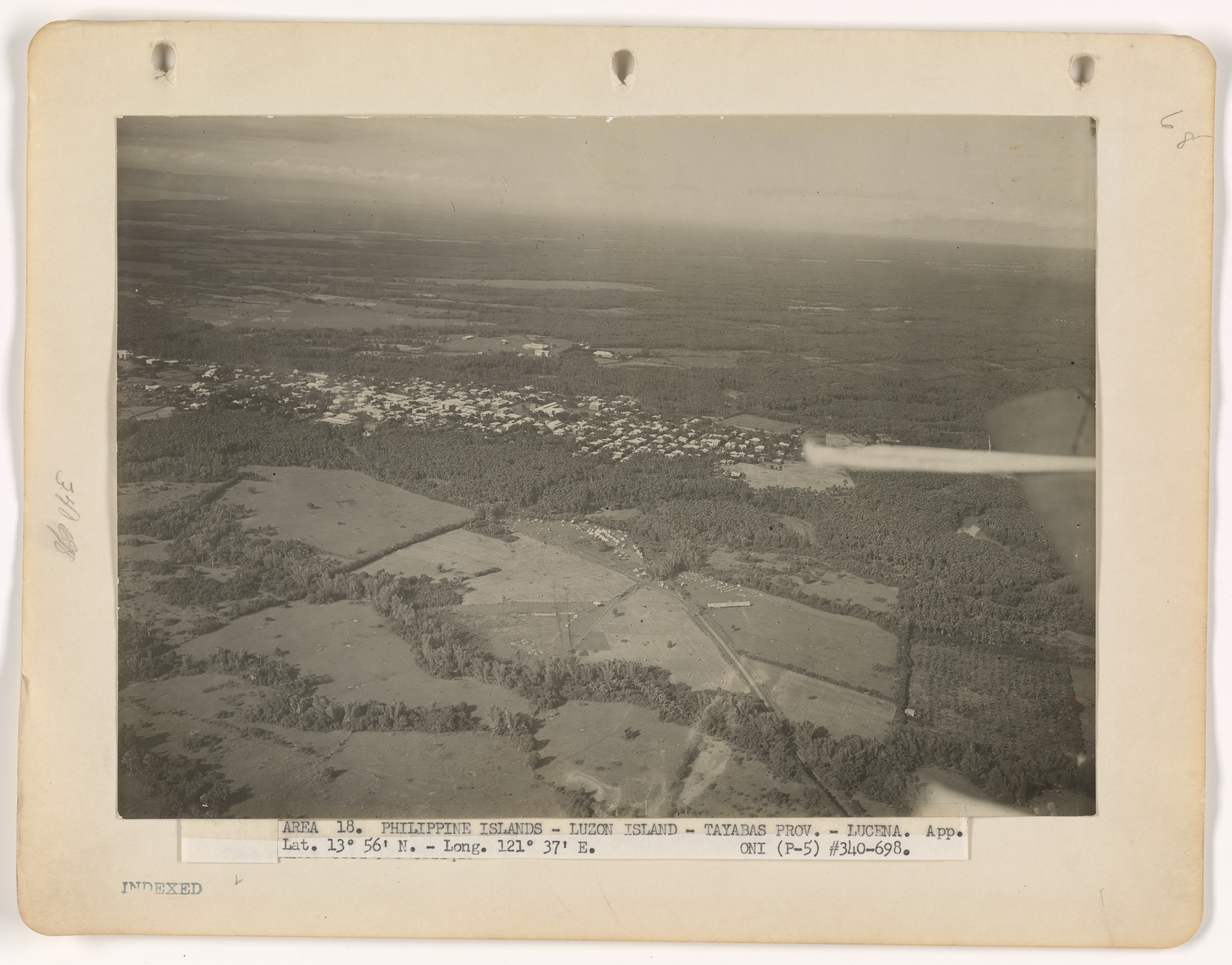
Aerial view of Lucena, circa 1930s to 40s

ルセナの肥沃な土地は、1899年の米比戦争の勃発時に多くのフィリピン人とアメリカ人の血で染まった。外国人たちは国に民政府を設立し、1901年3月12日に州都がタヤバスからルセナに移された。

### 第二次世界大戦
1941年12月27日、日本軍がフィリピン領土に足を踏み入れてわずか19日後、ルセナ市（地元の人々によって「ルセナの陥落」と呼ばれる）を制圧した。日本軍は地域における軍事的存在感を強化したかったため、部隊を派遣して町の要所を占拠しようとしました。最初の侵攻は成功したが、日本帝国軍はやがて地元のレジスタンスメンバーやハンターズ.ROTCのメンバーから激しい抵抗に遭うことになった。
地下レジスタンス運動は執念深かった。日本軍は、しばしば激しい近接戦闘につながる奇襲攻撃で油断していた。継続的な攻撃と物資調達の問題が、日本軍に重大な打撃を与えた。
1945年1月25日までに、ハンターズROTCのゲリラ部隊が町に侵入していました。地元の環境に精通していることを利用し、彼らは日本軍が適切な防衛を組織するのを防ぐために迅速に行動した。激しい攻撃作戦の後、フィリピン軍は日本軍をルセナから追い払った。ルセナの人々は再度の攻撃に備えて防御を強化した。日本軍がルセナの占領を再確立しようとした試みは失敗した。
タヤバス州は、アメリカ合衆国軍とフィリピン軍が自由をもたらすのを待っていました。1945年4月4日、彼らによって解放された。

### 市制施行
ルセナは、当時のカルロス・ガルシア大統領の署名を得られないまま、1961年6月17日に法律第3271号が成立し、ケソン州第1選挙区の当時の議員であるマニュエル・S・エンヴェルガの努力によって特別市に昇格した。市長カストロ・プロフゴを含む市の役人の就任式および正式な開業式は、法律第3271号の第90条で正式に記載されているように、1961年8月20日に行われた。1991年7月1日、ルセナは高度都市化市となり、それにより市は州から独立した。
2019年10月、公共事業道路省（DPWH）は、ケソン州ルセナ市のBrgy. Gulang-gulangにある汎フィリピン高速道路またはマニラ南部道路（MSR）バイパスに、P2.45億の地下道建設を完了した。このプロジェクトは、当初は2017年の国家予算で約1億ペソで資金提供された。残りの半分は2018年の国家予算で資金提供された。DPWH長官のMark Villarによれば、この472メートルの長さの地下道には、ルセナ-タヤバス-マウバン港道路に16メートルのコンクリート橋があり、ダアン・マハリカ・ルート周辺の交通渋滞を減らすことを目的としている。この新しい地下道は、マニラからビコル地方へ向かう人々など、ケソン州を横断する人々の移動時間を直接短縮する。

## 地理

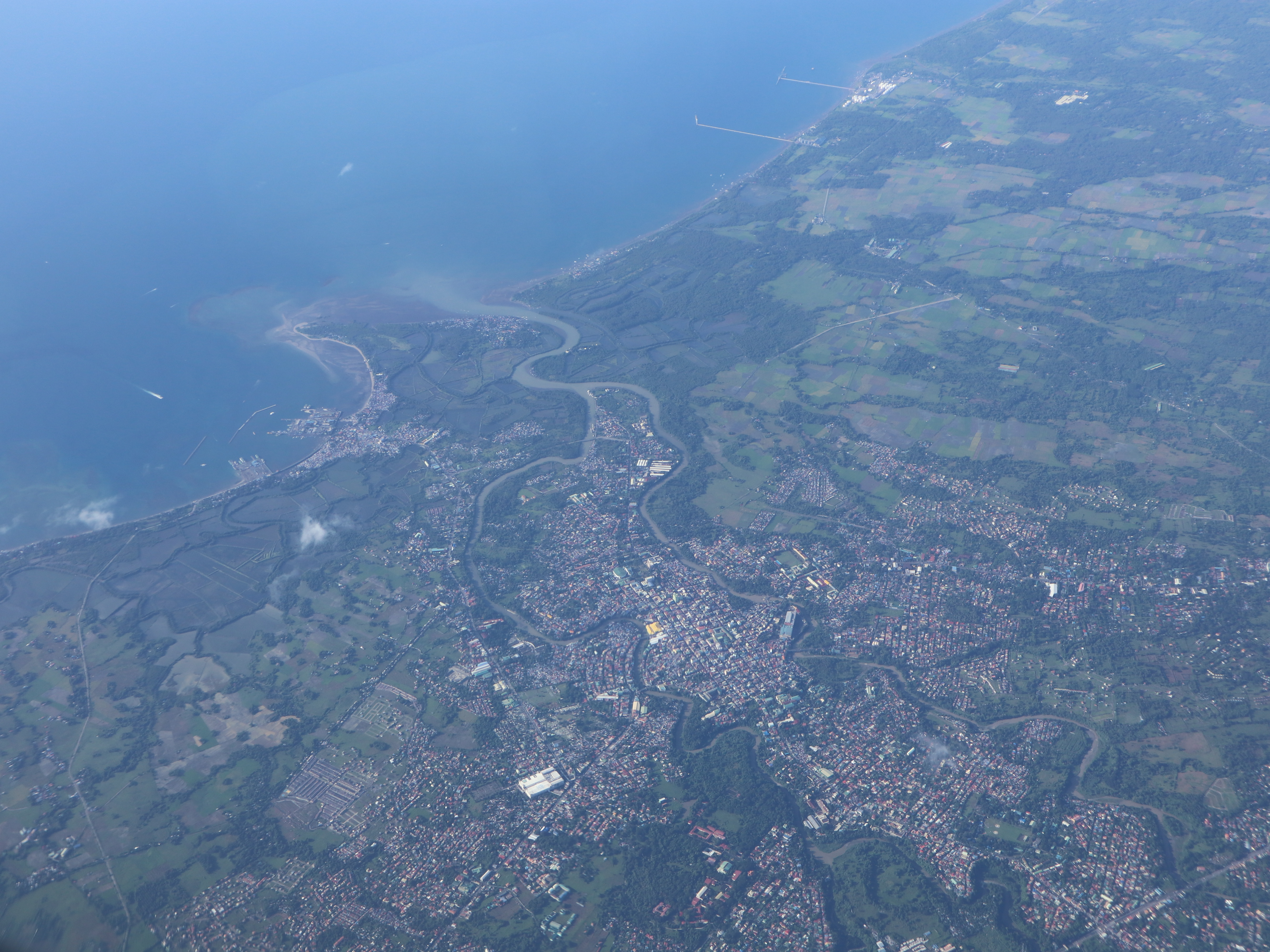
Lucena from air

ルセナは、マニラの南に位置し、マニラから約130キロメートル離れている。市街地は、東側にあるドゥマカア川と西側にあるイヤム川に挟まれている。市内の7つの他の川と6つの小川が、市の天然排水を担っている。タヤバス湾沿いの海岸にある港は、ルセナと地域内のさまざまな地点、およびビサヤ地方までを結ぶ海上航路を運航する数多くの船舶やフェリー船の拠点となっている。
ルセナ市内には、ルセナキャンパスの西に位置するAMAカレッジルセナキャンパスから約300メートルの場所に、地元では「ランディング」として知られるルセナ空港が存在しているが、現在は使用されていない。グロリア・マカパガル・アロヨ大統領の任期中に、道路が交差点として建設されたため、軽飛行機はそれを利用することができなくなった。
ケソン州の州都であり、かつての南タガログ地方の政府所在地であるルセナは、南タガログ地方のほとんどの政府機関、企業、銀行、およびサービス施設の支部を受け入れている。

### バランガイ
ルセナは33のバランガイに政治的に区分されている。各バランガイにはプロックがあり、一部にはシティオ (sitio)もある。
- バランガイ1（ポブラシオン）
- バランガイ2（ポブラシオン）
- バランガイ3（ポブラシオン）
- バランガイ4（ポブラシオン）
- バランガイ5（ポブラシオン）
- バランガイ6（ポブラシオン）
- バランガイ7（ポブラシオン）
- バランガイ8（ポブラシオン）
- バランガイ9（ポブラシオン）
- バランガイ10（ポブラシオン）
- バランガイ11（ポブラシオン）
- バッラ
- ボコハン
- コッタ
- グラング・グラング
- ダラヒカン
- ドモイト
- イババン・ドゥパイ
- イババン・イヤム
- イババン・タリム
- イラヤン・ドゥパイ
- イラヤン・イヤム
- イラヤン・タリム
- イサバン
- マーケットビュー
- マヤオ・カスティリョ
- マヤオ・クロッシング
- マヤオ・カンルラン
- マヤオ・パラダ
- マヤオ・シリアン
- ランソハン
- サリナス
- タラオ・タラオ

### 気候
| ルセナの気候               | ルセナの気候  | ルセナの気候  | ルセナの気候 | ルセナの気候 | ルセナの気候  | ルセナの気候  | ルセナの気候   | ルセナの気候 | ルセナの気候  | ルセナの気候   | ルセナの気候   | ルセナの気候   | ルセナの気候      |
| 月                         | 1月           | 2月           | 3月          | 4月          | 5月           | 6月           | 7月            | 8月          | 9月           | 10月           | 11月           | 12月           | 年                |
| -------------------------- | ------------- | ------------- | ------------ | ------------ | ------------- | ------------- | -------------- | ------------ | ------------- | -------------- | -------------- | -------------- | ----------------- |
| 平均最高気温 °C （°F）     | 28 (82)       | 28 (82)       | 30 (86)      | 32 (90)      | 32 (90)       | 32 (90)       | 31 (88)        | 31 (88)      | 31 (88)       | 30 (86)        | 29 (84)        | 28 (82)        | 30.2 (86.3)       |
| 平均最低気温 °C （°F）     | 22 (72)       | 22 (72)       | 23 (73)      | 24 (75)      | 24 (75)       | 24 (75)       | 24 (75)        | 24 (75)      | 23 (73)       | 23 (73)        | 23 (73)        | 23 (73)        | 23.3 (73.7)       |
| 雨量 mm （inch）           | 146.2 (5.756) | 118.9 (4.681) | 89.1 (3.508) | 75.6 (2.976) | 170.8 (6.724) | 188.7 (7.429) | 258.9 (10.193) | 193.3 (7.61) | 227.3 (8.949) | 373.7 (14.713) | 425.3 (16.744) | 483.6 (19.039) | 2,751.4 (108.322) |
| 平均降雨日数               | 22            | 16            | 14           | 10           | 16            | 18            | 20             | 20           | 21            | 24             | 26             | 26             | 233               |
| 出典：World Weather Online |               |               |              |              |               |               |                |              |               |                |                |                |                   |

ルセナの気候は、コロナの気候分類システムのタイプIIIに該当する フィリピンの気候区分は伝統的に、降雨ゲージネットワークを使用して、修正コロナ分類（MCC）を使用していた。MCCは、平均月間降雨量を使用して、4つの気候区分（タイプI〜IV）を定義する。タイプIとIIIは雨季と乾季があり、タイプIIとIVは雨季があるが乾季がない。顕著な雨季や乾季がないことが特徴。一般的に、雨季は6月から11月まで続き、南西モンスーンが優勢な時には12月まで続くこともある。乾季は1月から5月までですが、時折不規則な雨が降ることがある。年間平均気温は27°Cで、最も寒いのは2月で気温が20°Cに下がり、最も暑いのは5月で気温が35°Cに達する。Habagat季節風は、6月から10月まで省を通過し、北東風またはAmihanは12月から2月まで島々を通過する。

## 経済
Template:PH poverty incidence

### 商業

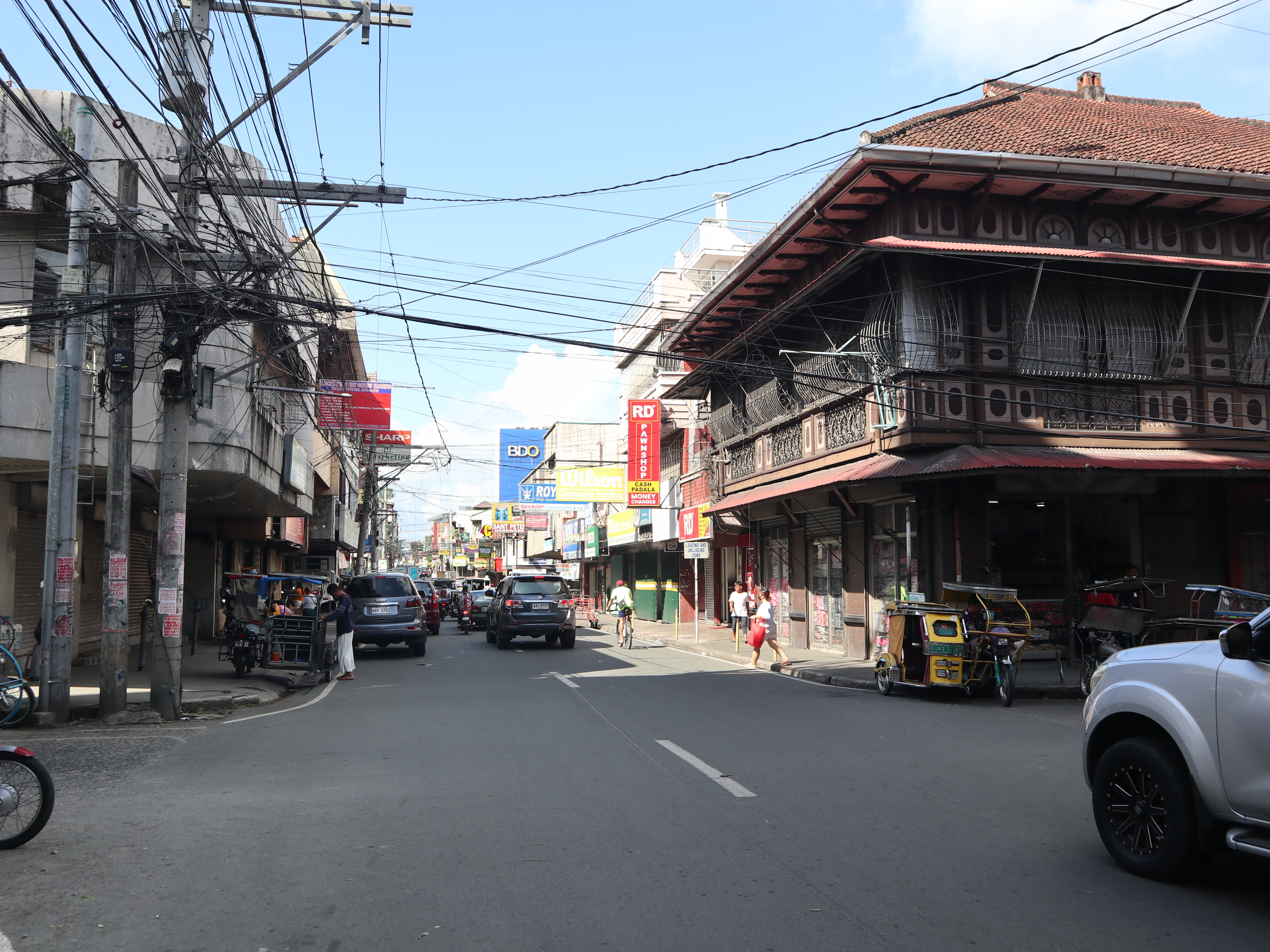
Downtown Merchan Street in Poblacion (Bayan)

ルセナの経済活動は、高密度で制限された中心業務地区（CBD）がさまざまな企業の大きな集積地である「poblacion（バヤン）」やその他の郊外のバランガイに重点を置いている。人口が新しい有望なビジネスの展望とともに成長するにつれて、ビジネス活動は隣接するバランガイにも広がり、小規模衛星商業地区が形成される。
その他の商業地区は、小売りや卸売りの取引、その他の必需品サービスが行われている「poblacion」や郊外のバランガイに位置している。ルセナ市には、イババン・ドゥパイに位置する市内最大のモールであるSM City Lucenaがあり、これはLuzonにある最初のSMモールの一つでもある。その他のショッピングセンターには、パシフィックモールルセナ（メトロガイサノモール）、SMセイブモア・アゴラ、ピュアゴールドグランググラングルセナなどがある。

### 産業
サンミゲル醸造所、コカ・コーラボトラーズフィリピンズ株式会社、ペプシコフィリピンズ株式会社、アジアブリュワリー株式会社、ネスレフィリピンズ、そしてヒネブラサンミゲル（旧ラトンデーニャ蒸留所）など、サンミゲル醸造所、コカ・コーラボトラーズフィリピンズ株式会社、ペプシコフィリピンズ株式会社、アジアブリュワリー株式会社、ネスレフィリピンズ、そしてヒネブラサンミゲル（旧ラトンデーニャ蒸留所）など、取り揃えされた事業製品の販売、配送、および輸送を行っている。
ルセナシティの総面積8,316.90 ha (20,551.5エーカー)のうち、19%または1,651.77ヘクタール (4,081.6エーカー)が既存の建設地域を占めている。そのうちの約3％、または46.62ヘクタール (115.2エーカー)が異なるバランガイに位置する産業地区をカバーしている。これらの地域は、重要な産業および製造活動の拠点である。
ルセナの産業は、持続可能な量の農工業製品、干し魚や燻製魚、蒸留酒、竹やラタン家具、観葉植物/植物、野菜、および肉製品を生産している。
また、ルセナは「南部のココパームシティ」としても知られています。広大なココナッツ農地の真ん中にあるルセナには、調理油、石鹸、ラード、マーガリン、および油性薬品などの椰子油ミルがある。『エクソラ調理油』や『ベジタブルラード』、そして『ミヤミ調理油』は、この街で誇らしげに製造されている。『タントゥコインダストリーズ』、『JnJオイルインダストリーズ株式会社』、そして『モナコオイルカンパニー』は、ルセナの有名な椰子油会社である。
自動車組み立て工場や製造工場もルセナに設立されており、マニラに本社を置く自動車ショップもトヨタルセナ、いすゞフィリピン、三菱自動車フィリピン、およびフォトンモーターなどの支店を設立し始めている。
サンペドロ造船所（MSLIの子会社）もダラヒカンに位置している。

## 名所

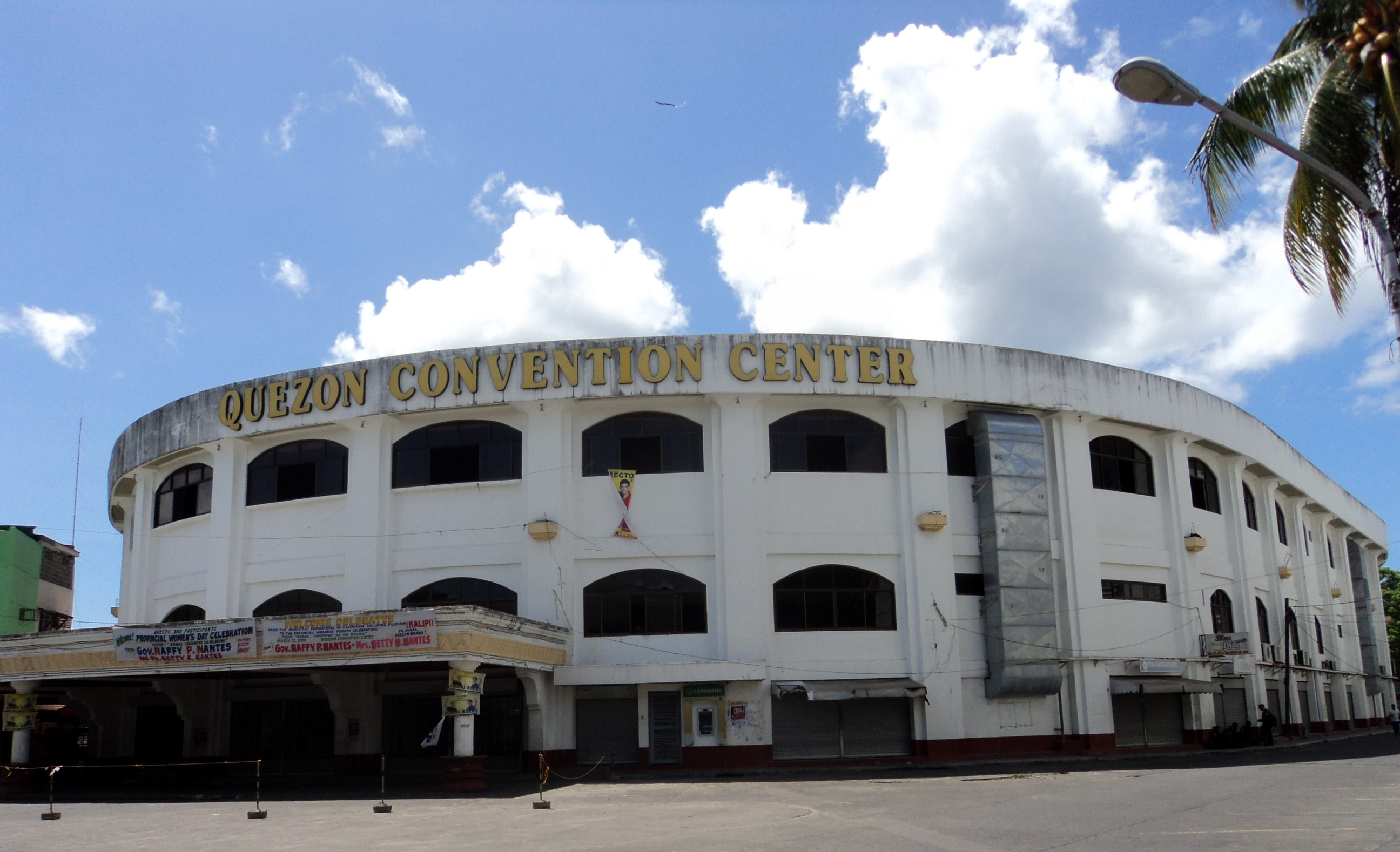
Quezon Convention Center

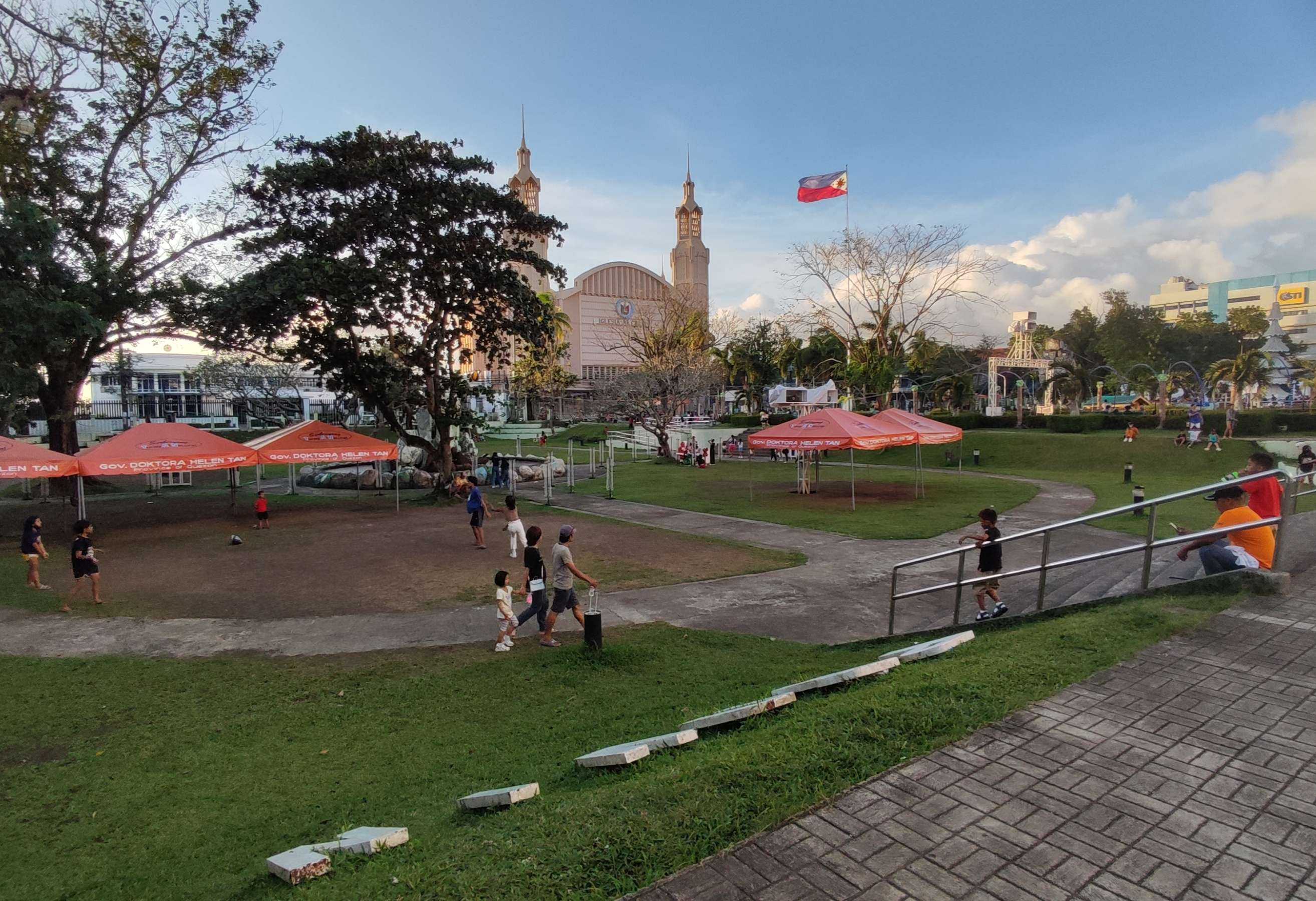
Perez Park

道路網は、ルソン島のすべての主要都市や町からこの高度に都市化された都市へのアクセスを提供しています。市内を行き来するよく舗装された放射状およびバイパスルートは、24時間を通じて市内と市外のさまざまな商品、物資、および原材料の輸送を容易にする。
多年にわたり、他の場所からの訪問者の数が増加していることが観測された。様々なタイプやサイズの旅行者が、市内にある近代的な施設や良好な設備のためにルセナに引き寄せられている。カリラヤン市民センター、セントロ・パストラル・オーディトリアム、アルカラスポーツコンプレックス（パラロング・パンバンサの2回開催地：1976年、1989年）、マニュエル・S・エンヴェルガ大学財団体育館、サクレッド・ハート・カレッジ体育館、マルシャル・プンザラン・ジムナシウムなどの施設が存在する。

### 歴史的名所と観光名所
- ルセナ植物園＆樹木園
- オーキッズカントリーファーム
- ペレス公園
- ケソンコンベンションセンター
- 聖フェルディナンド大聖堂
- ロウルデス聖母教会
- タラバエコーパーク[7]
- ルセナ市プロムナード
- ルセナ博物館
- ルセナ港[8]

### 祖先や遺産としての構造物[9]
- カバナ祖先邸
- カリクスト（ザバリエロ）祖先邸
- グランハ・パンシテリア
- 知事邸
- オールドカルロススーパードラッグ
- ファルマシアチオングロ
- PNRルセナ駅

## 文化

### 祝祭
市ではさまざまな祝賀行事が行われており、その中でも最も注目されるのがルセナのパサヤハン祭である。

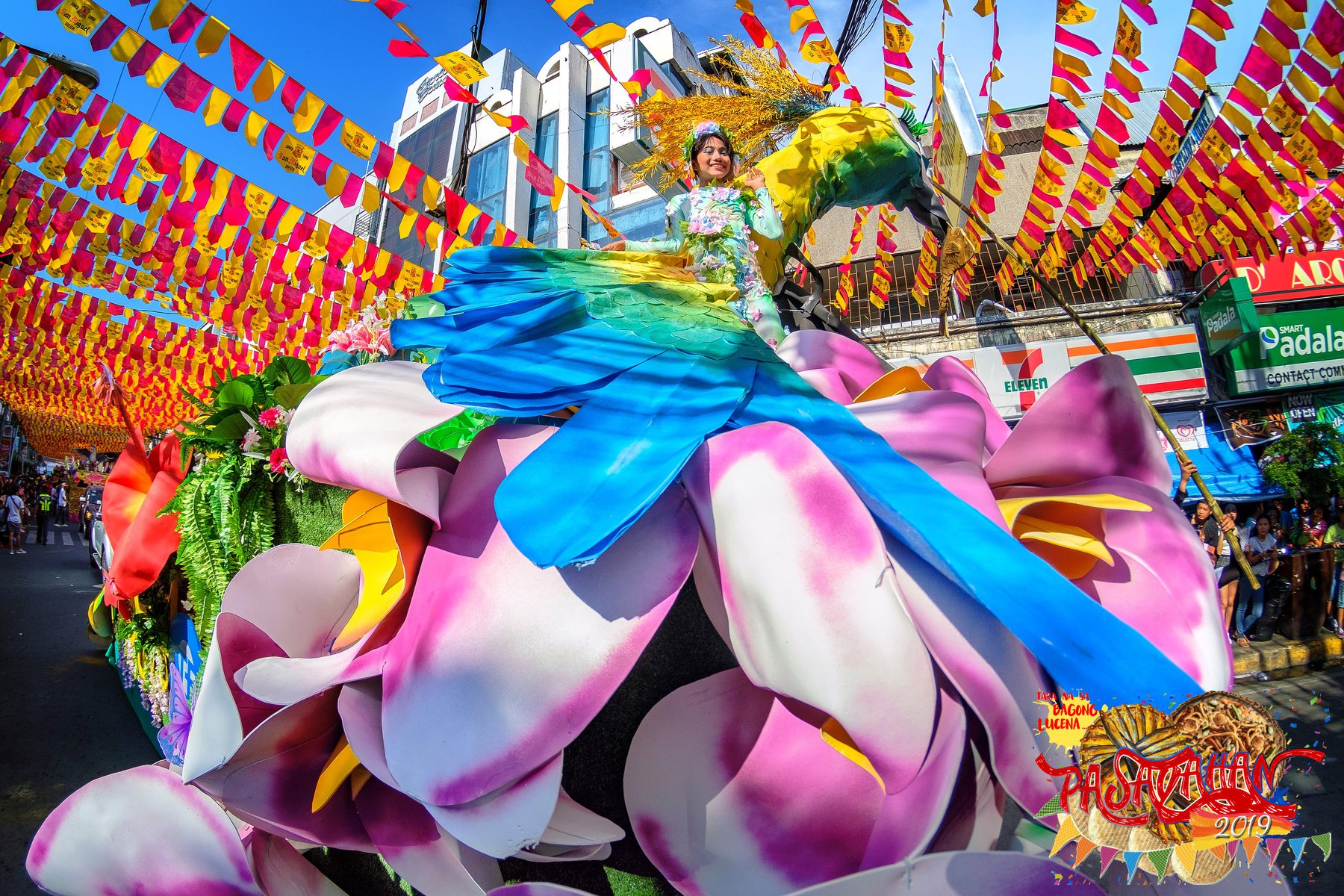
ルセナのパサヤハン大パレード
パサヤハン祭の祭りの歌の28秒サンプル。

パサヤハン祭（5月1日～31日）は、自然と人間の間の相互関係や独立性を披露するために考案された世俗的な祭りで、ルセナ市民固有の生活様式を促進する。これらすべてが、マルディグラやリオデジャネイロ、ニューオーリンズのイベントを思わせる、色彩豊かな集会、奇抜な衣装、象徴的なフロートによって見事に披露される。実際、このイベントは市内のより年配の住民の間では「マルディグラ」として知られており、元々は3日間の活気ある祝祭の日々であったが、このイベントは1か月間の観光名所となっている。
1987年の最初のパサヤハンは大成功であり、毎年恒例のものとなった。年々、パサヤハンは多くの人々の歓楽の海を引き寄せる。パサヤハンには、ルセナの地元の美味である「チャミ」を促進する「チャミ祭」などの特集がある。深夜の狂乱セールやストリートコンサートなどのその他の特集もパサヤハンで行われる。
この祝賀行事はまた、ルセナの守護聖人の1人である聖フェルディナンドの祝日である5月30日にも重なる。

## 政府

### 地方政府

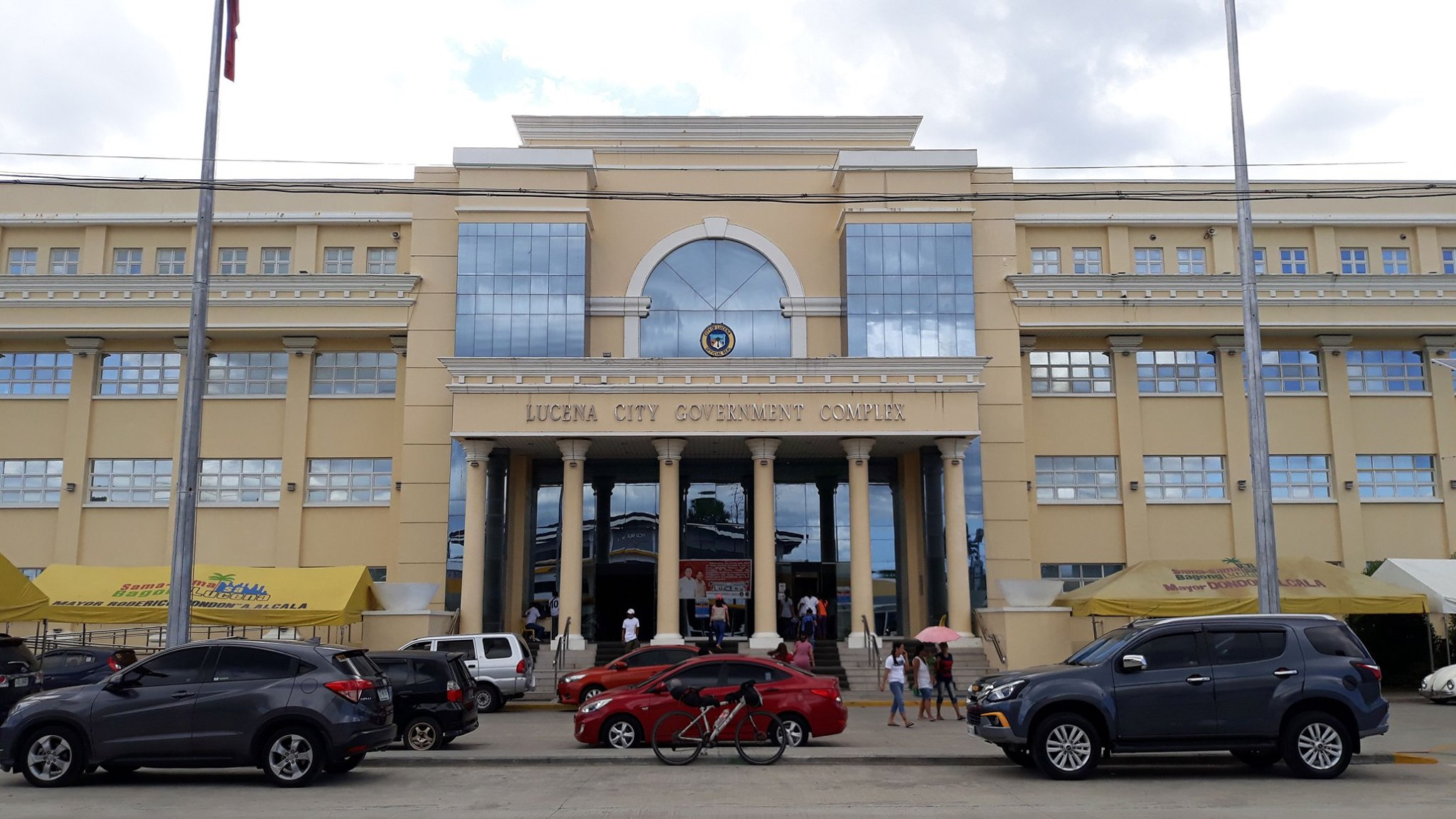
ルセナ市政府庁舎

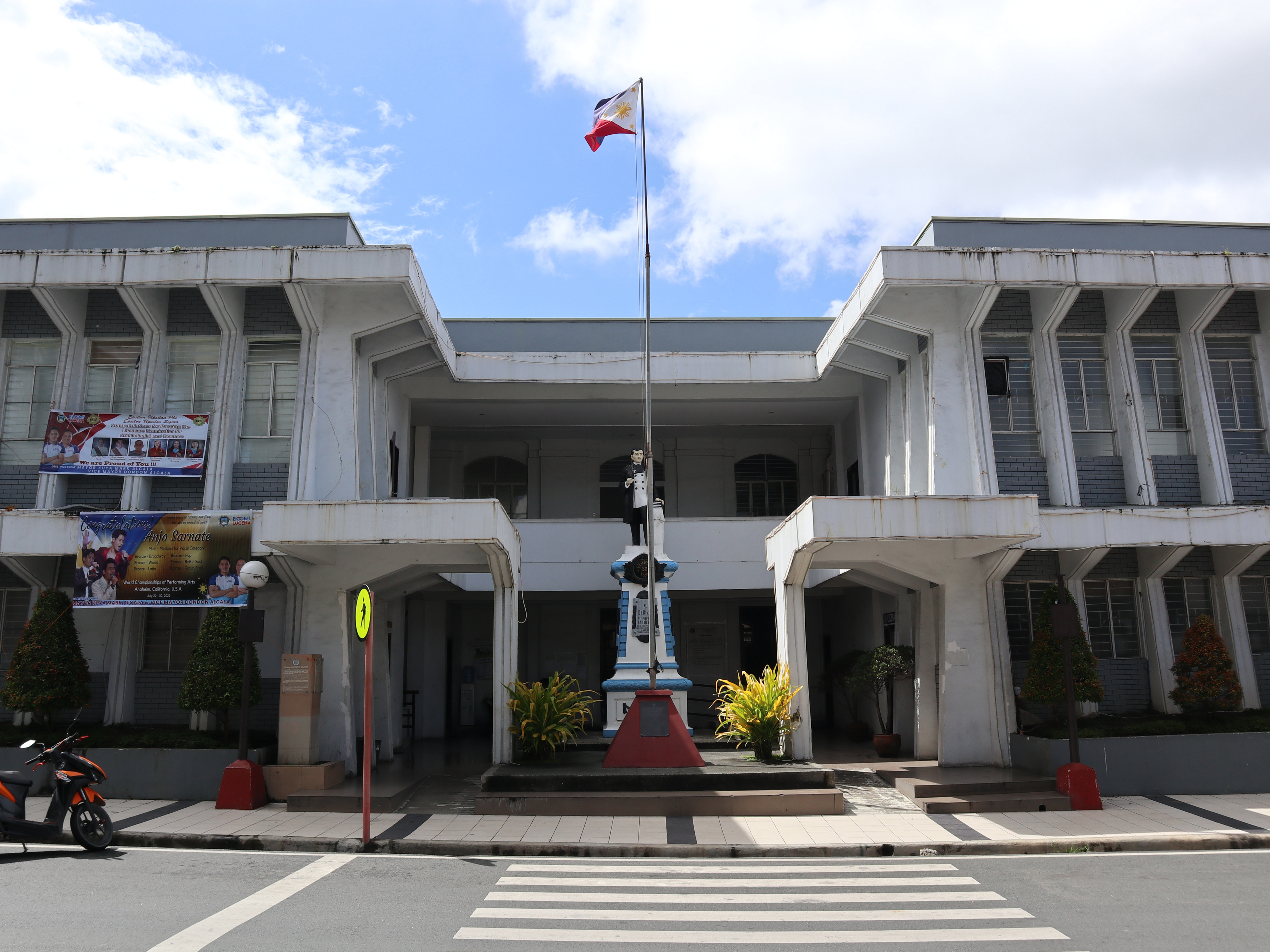
旧ルセナ市庁舎

高度都市化された都市として、ルセナは州から独立しているが、1991年の地方自治体法および市の憲章（RA 3271）によって、州政府の選挙での投票および立候補がルセナの住民に認められている。州政府は市政府の地方取引に対して政治的な管轄権を持っていないが、市がケソン州第2選挙区の一部であるため、国会議員の立候補および投票も行うことができる。
1991年の「地方自治法」の「第III編第II章第II章」に基づき、ルセナ市は市長（Punong Lungsod）、副市長（Pangalawang Punong Lungsod）、およびメンバー（Kagawad）で構成される予定であり、立法機関Sangguniang Panlungsodの書記とともに、すべてが3年任期で選出され、3期連続で立候補する資格がある。
バランガイも選挙で選ばれた公吏によって指導されており、Barangay Chairman、Barangay Council、そのメンバーはBarangay Councilorsと呼ばれる。バランガイには、SK議会があり、バランガイを代表し、SK議長がその議長を務め、そのメンバーはSK議員と呼ばれる。すべての公吏は3年ごとに選出される。

### 選出された公吏
| ルセナ市政府 (2022-2025)              | ルセナ市政府 (2022-2025) |
| 代表者                                | 代表者                   |
| ------------------------------------- | ------------------------ |
| David C. Suarez                       |                          |
| 市長                                  |                          |
| Mark Don Victor B. Alcala             |                          |
| 副市長                                |                          |
| Roderick A. Alcala                    |                          |
| サングニアン・パンルンソッド メンバー |                          |
| Ryan Caezar E. Alcala                 | Benito G. Brizuela Jr.   |
| Danilo B. Faller                      | Nicanor G. Pedro Jr.     |
| Wilbert Mckinly L. Noche              | Jose Christian O. Ona    |
| Patrick Norman E. Nadera              | Edwin J. Pureza          |
| Americo Q. Lacerna                    | Elizabeth U. Sio         |
| ABC会長                               |                          |
| Jacinto A. Jaca                       |                          |
| SK連盟会長                            |                          |
| Rolden C. Garcia                      |                          |

### 前市長のリスト
スペイン統治時代の自治体長:
- ホルヘ・サバレロ (1896) (カピタン・ムニシピオ)
- クリサント・マルケス (ルセナ市の初代市長)

アメリカ民政府時代の自治体長:
- ガブリエル・コルド (1902–1903)
- グレゴリオ・マルケス (1903–1904)
- フアン・カルモナ (1904–1906)
- ベナンシオ・ケブラール (1906–1910)
- フェリシアーノ・ゾレタ (1910–1912)
- フォルトゥナート・アルバレス (1912–1916)
- ペドロ・ニエヴァ (1916–1919, 1919–1922)
- ホセ・ナバ (1922–1925)
- ベナンシオ・ケブラール (1925–1928)
- ドミンゴ・ガンボア (1928–1931)
- フェルナンド・バルセロナ (1931–1934)

コモンウェルス政府時代の市長:
- フェデリコ・V・マルケス (1940–1943)
- ホセ・メンドーサ (1943–1944)
- テオティモ・アテンサ (1944–1945)

第二次世界大戦後の代行市長:
- フリアン・ゾレタ (1945年4月)
- フェデリコ・マルケス (1945年5月)
- オノリオ・アバディーヤ (1946年10月)

選出された市長:
- アマンド・サバレロ (1947–1952)
- オノリオ・アバディーヤ (1952–1955)
- カスト・T・プロフゴ (1955–1960, 1961–1963)
- マリオ・L・タガラオ (1963–1967, 1967–1971, 1971–1981,1981–1986)
- エウクリデス・アブセデ (1986年5月 – 1987年11月) (任命)
- ロメオ・メンドーサ (1987年12月4日–7日) (任命)
- フリオ・T・アルゾナ (1987年12月8日 – 1988年2月7日) (任命)
- セサール・サバレロ (1988年2月8日 – 1992年6月)
- ラモン・Y・タラガ・ジュニア (1992–1995, 1995–1998)
- バーナード・G・タガラオ (1998年 – 2000年5月12日)
- ラモン・Y・タラガ・ジュニア (2000年5月13日 – 2010年6月30日)
- バーバラ "ルビー" C. タラガ (2010年 – 2012年10月)[注釈 1]
- ロデリック "ドンドン" A. アルカラ (2012年11月 – 2022年)[14]
- マーク・ドン・ヴィクトル・B. アルカラ (2022年–現在)

注釈
1. ↑  彼女は夫であるラモン・Y・タラガの代わりに市長の職位に立候補した。フィリピン最高裁判所の全会一致の決定によれば、高位裁判所は選挙管理委員会が市長職からの解任を命じる決定の実行を停止する一時的な差し止め命令（TRO）を発行しないことを拒否した。 Comelec からの命令により、地方自治体法に基づいて継承順位の命令で副市長ロデリック・アルカラが市長に昇格することとなった。

## 社会資本

### 交通

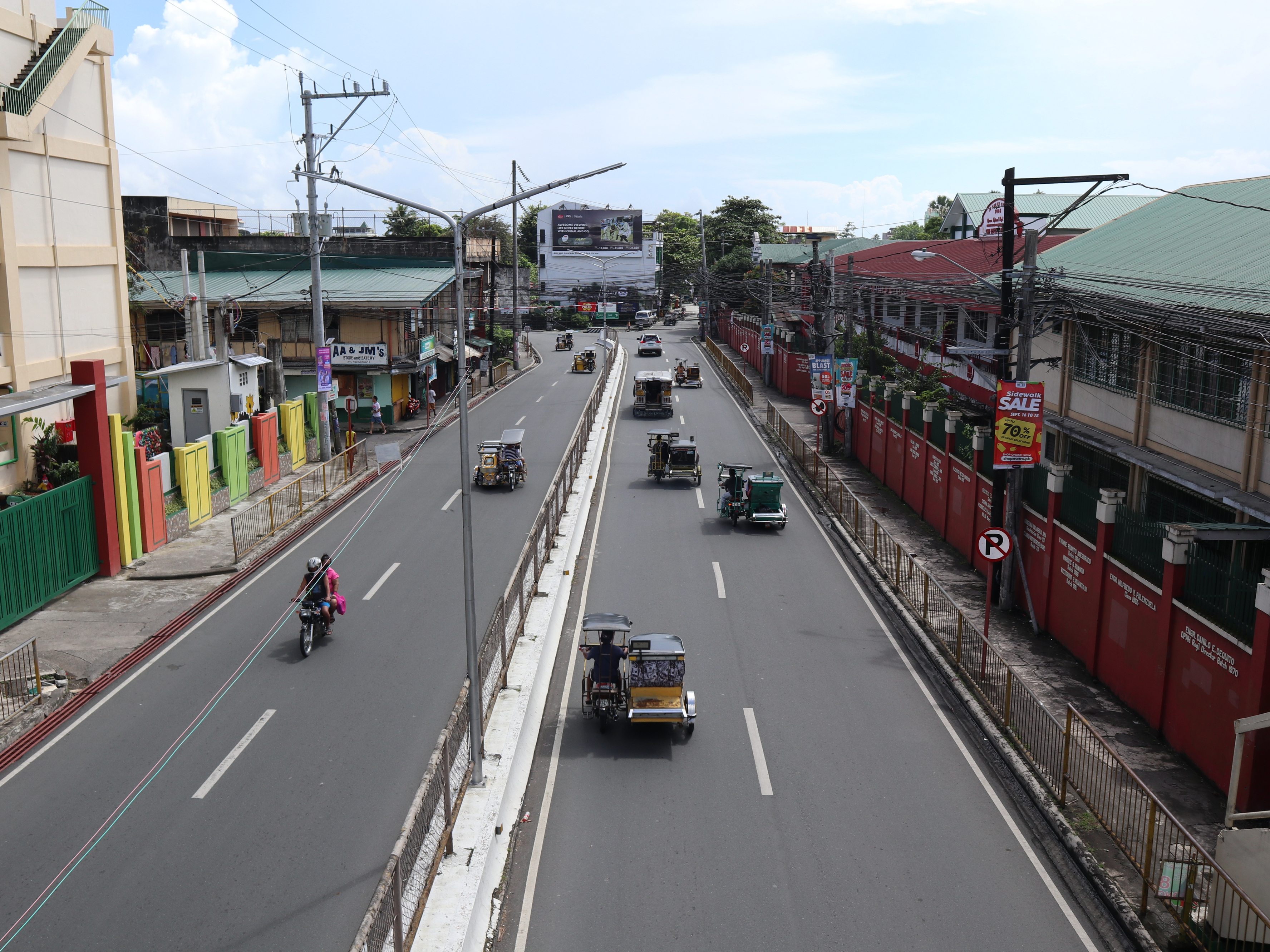
旧マニラ南部道路

ルセナ市には、バリバリ地区に位置する「ルセナグランドセントラルターミナル」と呼ばれる中央交通ハブがある。ルセナグランドセントラルターミナルは、運転免許証を取得することができるルセナ市陸上交通局（LTO）がある場所でもあり、運転手は免許を更新することができる。
新しい近代的なバスは、Buendia/LRT1-Lucena、EDSA Pasay-Lucena、Cubao/Kamias-Lucena、Alabang/Starmall-LucenaまたはUV Express Van to タイタイ Via アンティポロ、マニラ東方道路、ピリラ風力発電所、およびラグナ 東部、ルクバン、タヤバス行きのルートを運行しています。これらのバスは、マニラ行きのバスだけでなく、特にボンドック半島の町へ向かうバスにもサービスを提供する。JAC Liner、ルセナライン、JAM Liner、DLTBCo、N. Dela Rosa Bus Linesなどのバス会社が、マニラとルセナを行き来する乗客を運ぶ。
ルセナにはまた、市内の主要なバランガイに到達するジープニー路線の広範な交通網が存在する。数千台のトライシクルも市内を走り回り、乗客を目的地に直接運んでいます。これらのトライシクルは通常、夜になると使用される交通手段である。South Luzon Expressway (SLEX)のトールロード4（TR-4）延伸は、バタンガス州サント・トマスで終了し、Maharlika HighwayのバランガイMayaoとの接続点でルセナ市内で終わる。これは2019年に完成する予定であったが、2022年に延期された。
さらに、タクシーも市内で利用でき、乗客のサービスを提供する。
ビコルへの高速道路プロジェクトは、South Luzon ExpresswayをMatnog, Sorsogonまで延長することを計画しており、SLEXトールロード5として知られている。
ルセナ空港が存在するが、商業便は市には存在せず、軽飛行機でも施設を利用することは不可能である。
Philippine National Railways（PNR）は、Manila-BicolおよびBaguio-Bicol鉄道路線を改修するプロセスにあります。これには、PNRルセナ駅を含むケソン州の停車駅が含まれます。この駅は伝統的に、かつて鉄道がマニラ行きの主要な輸送手段であったときに、乗客や貨物の主要な積み込みとピックアップポイントでした。モダンな冷房付きの客車がこの路線を走る。
改修工事が行われているにもかかわらず、PNRルセナ駅はまだサンパブロへの乗客の往来を日々提供している。

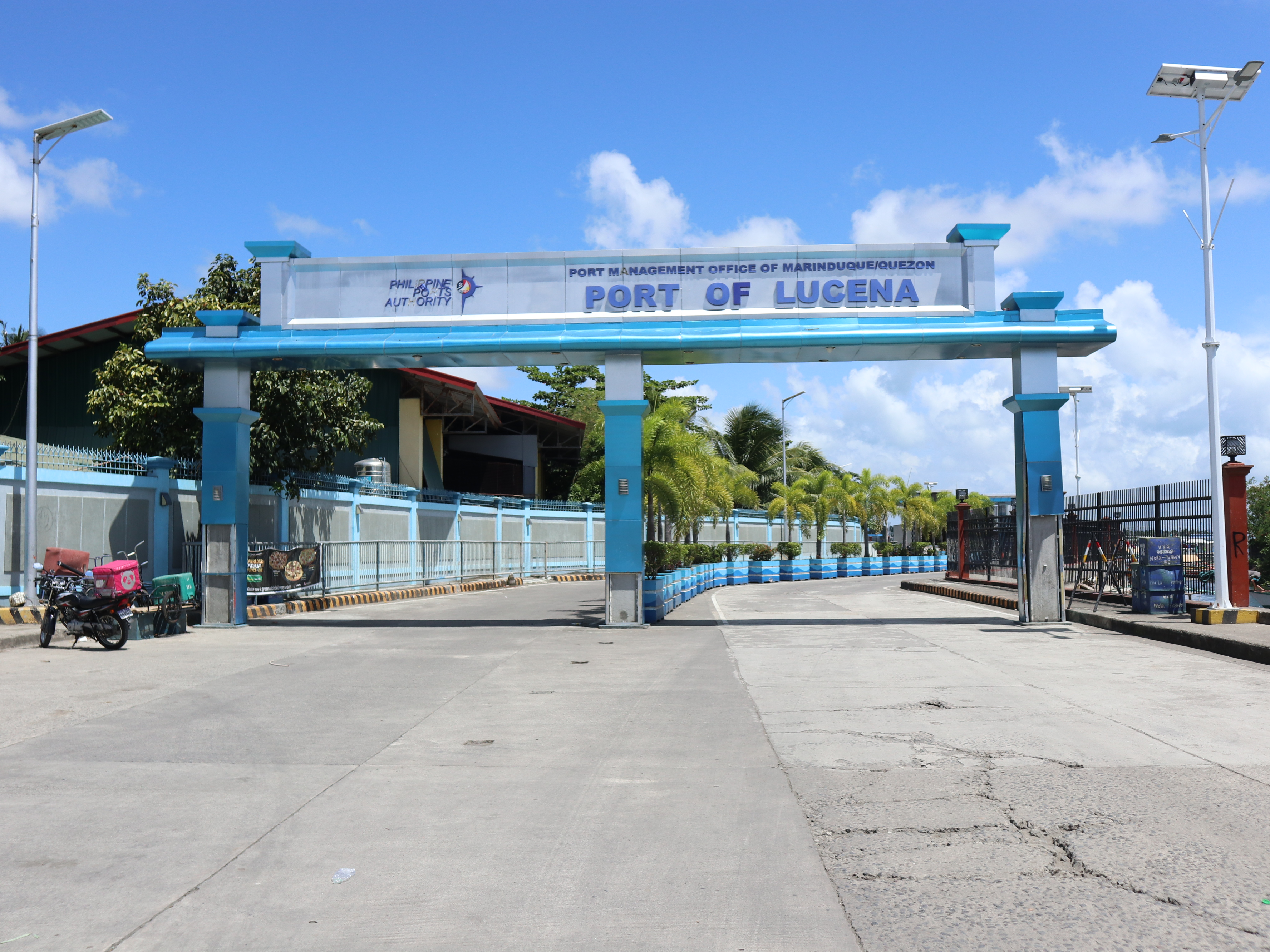
Port of Lucenaへの入口

ルセナにある乗客フェリーターミナルには、Tayabas Bayを渡るRORO船があり、マリンドゥケ、Romblon、Masbateへの乗客を輸送している。
ルセナ港は、Manilaから東南130 kilometers (81 mi)に位置し、ルソン島南部の玄関口であり melting pot city として知られています。
この港は、バランガイTalao-Talaoの漁村沿いに建設されており、Dalahican漁港の東に約1キロメートル離れている。TMOルセナの港総面積は5,174.75 square meters (55,700.5 sq ft)である。運用面積は576.00平方メートル、商業面積は4,598.75 square meters (49,500.5 sq ft)です。これは1994年9月20日に当時のフィデル・V・ラモス大統領が署名した大統領令199号によって規定されている。
この港へは、Dalahican Roadと港に通じる不整備の堤防を結ぶ舗装された州道を通ってアクセスできる。Dalahicanまで27海里 (50 km; 31 mi)、バタンガスまで57海里 (106 km; 66 mi)であり、Manilaまでの海上距離は150海里 (280 km; 170 mi)です。乗客フェリーサービスにはMontenegro Shipping LinesとStar Horse Shipping Linesが含まれます。

### 通信
ルセナ市はPhilippine Long Distance Telephone Company（PLDT）やDigitel Telecommunications（PLDT-Digitel）などの固定電話および携帯電話会社によってサービスされている。エリア内の主要な携帯電話プロバイダーには、Globe、Smart、DITO Telecommunity、およびAsian Visionが含まれる。Converge ICTのようなWi-Fiプロバイダーも市内で運営している。

### 病院
ルセナには、一般的な医療サービスおよび高度な医療サービスを提供できる私立および公立の病院が存在する。両方の施設は、主に手元にある医療および診断設備の違いを除いて、同じ水準の医療とサービスを提供するとされている。
これらは、英語に堪能な資格のある医療従事者が職員とされている。医師たちはフィリピンの多くの有名な医学校の卒業生で、多くはアメリカ合衆国でさらなる研究やトレーニングを行っている。同様に、看護師たちは国内の多くの信頼できる看護学校の卒業生である。これらの同じ施設は、フィリピンの他の部分、アメリカ合衆国、ヨーロッパ、中東などで働く多くのフィリピン人看護師を輩出している。
- Lucena United Memorial District Hospital、178 Merchan Street
- Lucena MMG General Hospital、Maharlika Highway, Ibabang Dupay
- Mt. Carmel Diocesan General Hospital、Allarey Extension
- Lucena United Doctors Hospital and Medical Center、Barangay Isabang
- St. Anne General Hospital、51 Gomez Street
- Quezon Medical Center（Quezon Memorial Hospital）、QMC Compound、Quezon Avenue
- St. Mary's Hospital、Quezon Avenue
- Quezon MMG Medical Plaza、Quezon Avenue

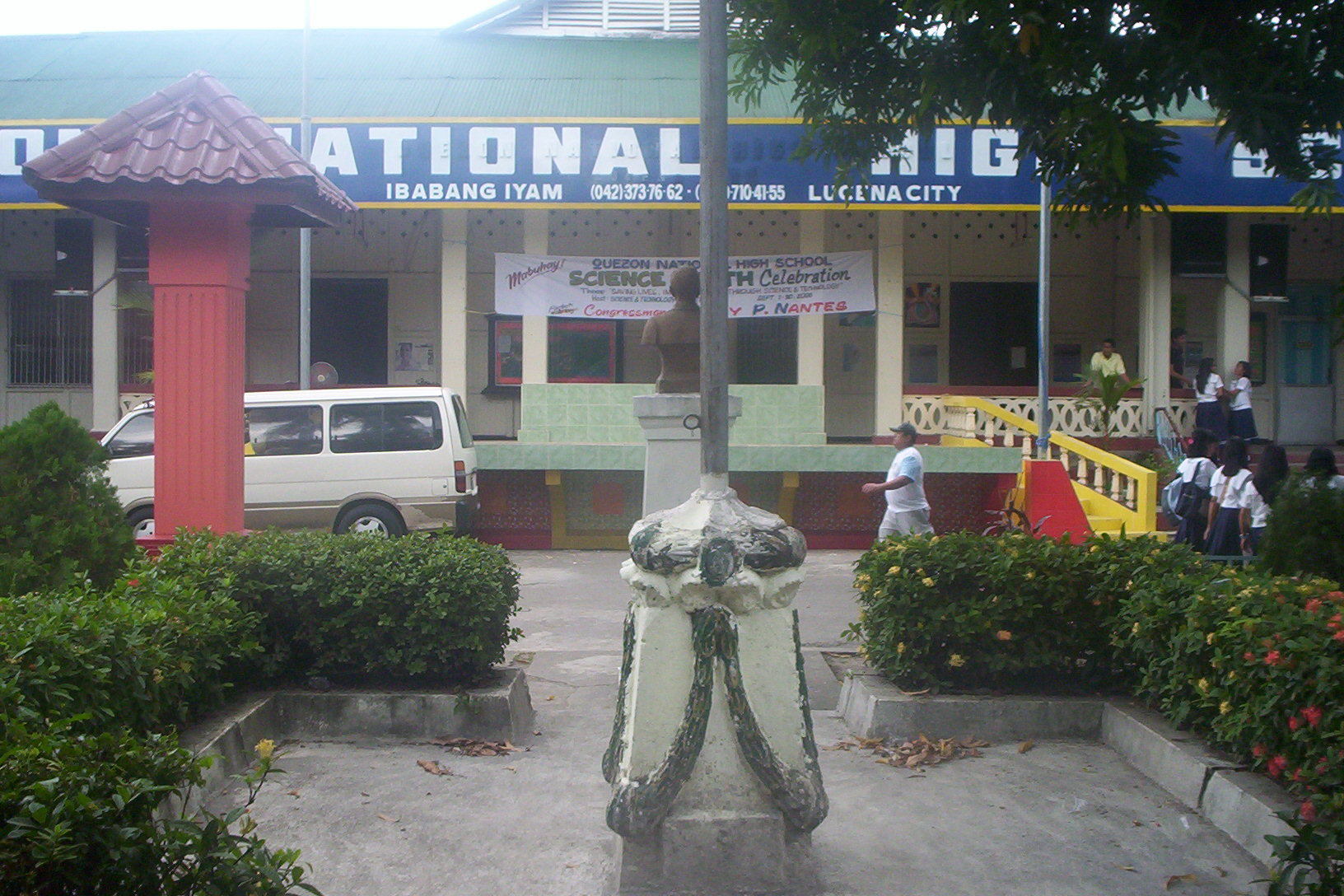
ケソン国立高校の主要建物

2006年、市の識字率は98.6％であった。ルセナ市には、公立および私立を含む多くの高等学校や中等学校がある。ルセナの高等教育システムは、学士号および職業コースの両方の分野での指導と訓練を提供している。
学士号プログラムや専門課程を提供している機関には、Southern Luzon State Universityのルセナキャンパス、Quezon Avenue cor. Don Perez St.にあるSTI College Lucena、Quezon AvenueにあるABE International College of Business and Economics、Philtech Institute of Arts and Technology Inc. (PIAT)、Maharlika HighwayにあるManuel S. Enverga University Foundation, City College of Lucena、Columbus College-Lucena、AMA Computer College-Lucena、Sacred Heart College (''Lucena'')（ケソン州で最も古いカトリック系学校）、the International School of Better Beginnings (ISBB)、Calayan Educational Foundation, Inc.、およびMaryhill Collegeが含まれる。
高等学校に加えて、市内には公立および私立学校での幼稚園、小学校、中学校の教育レベルでも多くの施設が存在する。Infant Jesus Montessori Center Philippines (IJMCP)、Saint Philomena School、International School for Better Beginnings (ISBB)、およびHoly Rosary Catholic Schoolなどです。市内には数多くの保育園もある。

## 著名な出身者
- Encarnacion Alzona - 歴史家、フィリピン国立科学者、1966年から1967年までフィリピン国立歴史委員会の委員長を務めた。また、フィリピン人として初めて博士号（Ph.D.）を取得した女性。
- Nilo Alcala - 作曲家、2019年The American Prize作曲部門受賞者。グラミー賞受賞者Los Angeles Master Choraleから委託を受けた最初のフィリピン生まれの作曲家であり、Aaron Copland House滞在奨励賞も受賞。2021年にNatatanging Lucenahinに選出。
- プロセソ・アルカラ - 第12代フィリピン農業省長官、MSEUF（旧Luzonian University Foundation）の卒業生。
- Fides Cuyugan-Asensio - 音楽のフィリピン国家芸術家。
- ジェシー・デローサ - 第43代フィリピン軍参謀総長、ケソン国立高校の卒業生。
- ジェニー・ミラー - フィリピンの女優、Manuel S. Enverga University Foundationの卒業生。
- Mau Marcelo - 2006年のPhilippine Idolの初代優勝者、Manuel S. Enverga University Foundationの卒業生。
- Neil Ryan Sese - GMAネットワークの映画俳優および舞台俳優。
- パス・マルケス・ベニテス - フィリピンの短編小説家、ケソン国立高校の卒業生。
- リタ・ガビオラ - バイラルの 'Badjao' ガールで、元Pinoy Big Brother: Lucky 7出演者。[19][20] and former Pinoy Big Brother: Lucky 7 housemate[21]
- ミッチ・タラオ - トランスジェンダーの母親であり、元Pinoy Big Brother: Otso出演者。[22]
- ジョセフ・モロング - GMAネットワークのリポーターおよびニュースキャスター、マラカニアンプレスコープスの一員。[23]
- PBGEN Rhoderick C. Armamento - フィリピン国家警察アカデミー/PNPAの現職所長、元CIDGの副所長。[24] former deputy director of CIDG,[25]
- アンホ・アリマリオ - CNNフィリピンのシニアリポーターおよびニュースキャスター、司法担当。
- Eian Rances - Pinoy Big Brother: Kumunity Season 10 Celebrity housemate、Kumu Streamer、PIE Channel Jock

## 姉妹都市
- タヤバス市, フィリピン
- ジェネラルサントス, フィリピン[26]
- カラバンガ、カマリネス・スール、フィリピン
- カバナトゥアン、フィリピン

## 関連
- Philippine Census Information